# Sex and the City
Cet article possède un paronyme, voir Silex and the City.
Cet article concerne la série télévisée. Pour son adaptation cinématographique, voir Sex and the City, le film.
Ne doit pas être confondu avec Sex In The City.
The Carrie Diaries Sex and the City, le film
Sex and the City, ou Sexe à New York au Québec, est une série télévisée américaine créée par Darren Star et diffusée entre le 6 juin 1998 et le 22 février 2004 sur HBO.
En France, la série est diffusée à partir du 28 août 1999 sur Téva, puis à partir du 18 octobre 2000 sur M6, au Québec, à partir du 4 février 2000 sur Séries Plus, en Suisse sur la TSR et en Belgique sur AB3.
Basée sur le roman d'anthologie du même titre de Candace Bushnell, qui réunit plusieurs histoires de sa chronique centrée sur le personnage de Carrie Bradshaw et publiée dans le New York Observer, la série raconte l'histoire de quatre amies new-yorkaises, trentenaires et célibataires : Carrie, Charlotte York, Miranda Hobbes et Samantha Jones. Grand succès critique, elle est récompensée par plusieurs Golden Globes et Emmy Awards
Après la fin de la série, l'histoire des quatre amies s'est poursuivie d'abord au cinéma dans deux films lui faisant suite, Sex and the City, le film (2008) et Sex and the City 2 (2010), puis dans une seconde série télévisée, intitulée And Just Like That..., se déroulant après les événements des films et diffusée entre 2021 et 2025 sur le service HBO Max. Une préquelle, intitulée The Carrie Diaries et suivant la jeunesse de Carrie Bradshaw, a également été diffusée sur The CW entre 2013 et 2014.

## Synopsis
Tiré d'un recueil de chroniques écrites par la journaliste Candace Bushnell, Sex and the City brosse le portrait de quatre amies new-yorkaises, trentenaires et célibataires : Carrie, journaliste tenant une rubrique dans laquelle elle dissèque les relations hommes-femmes ; Charlotte, galeriste naïve et romantique ; Miranda, avocate cérébrale et cynique et Samantha, attachée de presse, dévoreuse d'hommes. Le récit original est plus sombre et cynique que la série télévisée qui a, entre autres, supprimé les allusions aux drogues dures.

## Distribution

### Actrices principales
- Sarah Jessica Parker (VF : Martine Irzenski) : Carrie Bradshaw
- Kristin Davis (VF : Élisabeth Fargeot) : Charlotte York
- Cynthia Nixon (VF : Marie-Frédérique Habert) : Miranda Hobbes
- Kim Cattrall (VF : Micky Sébastian) : Samantha Jones

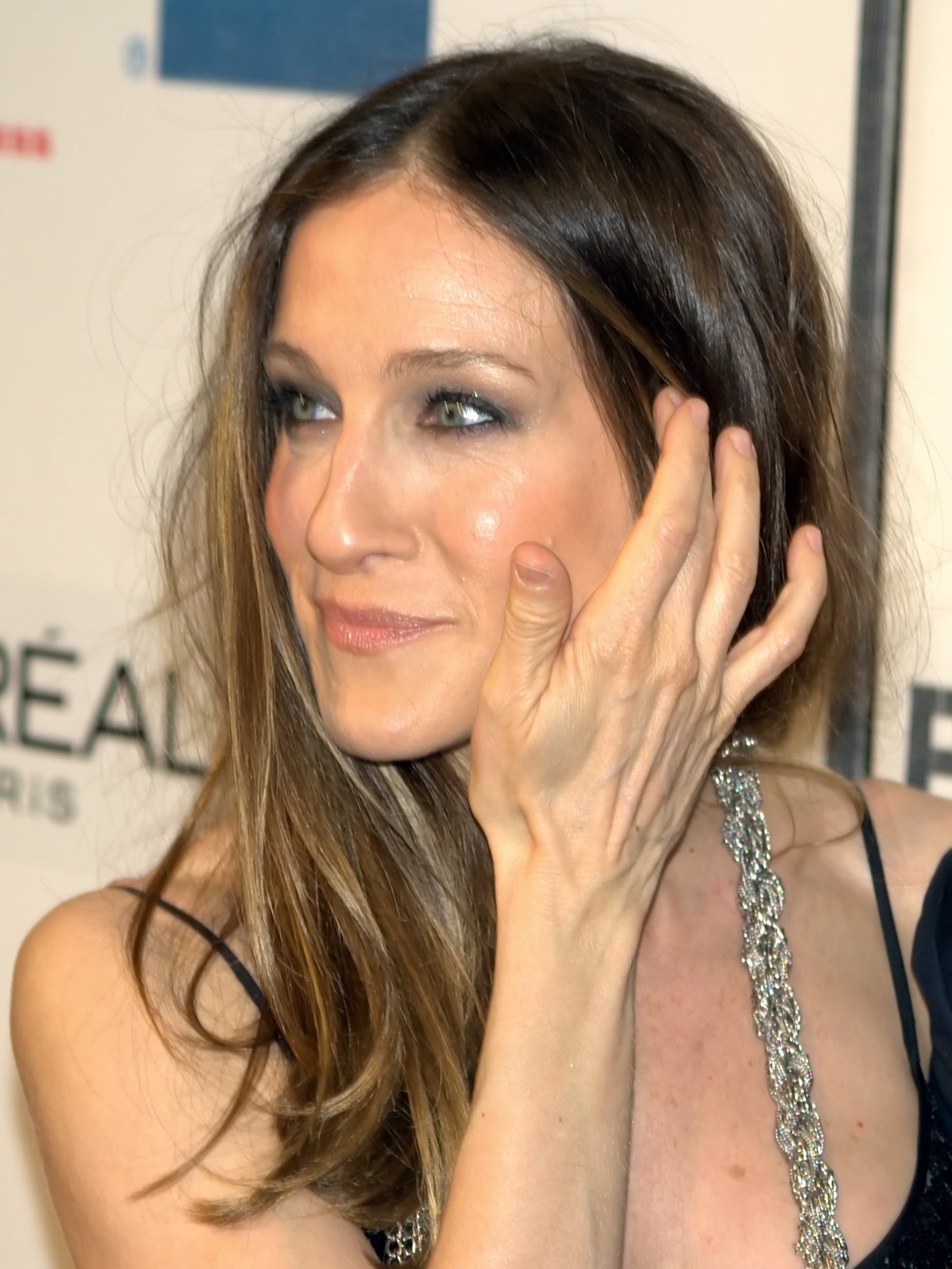
Sarah Jessica Parker
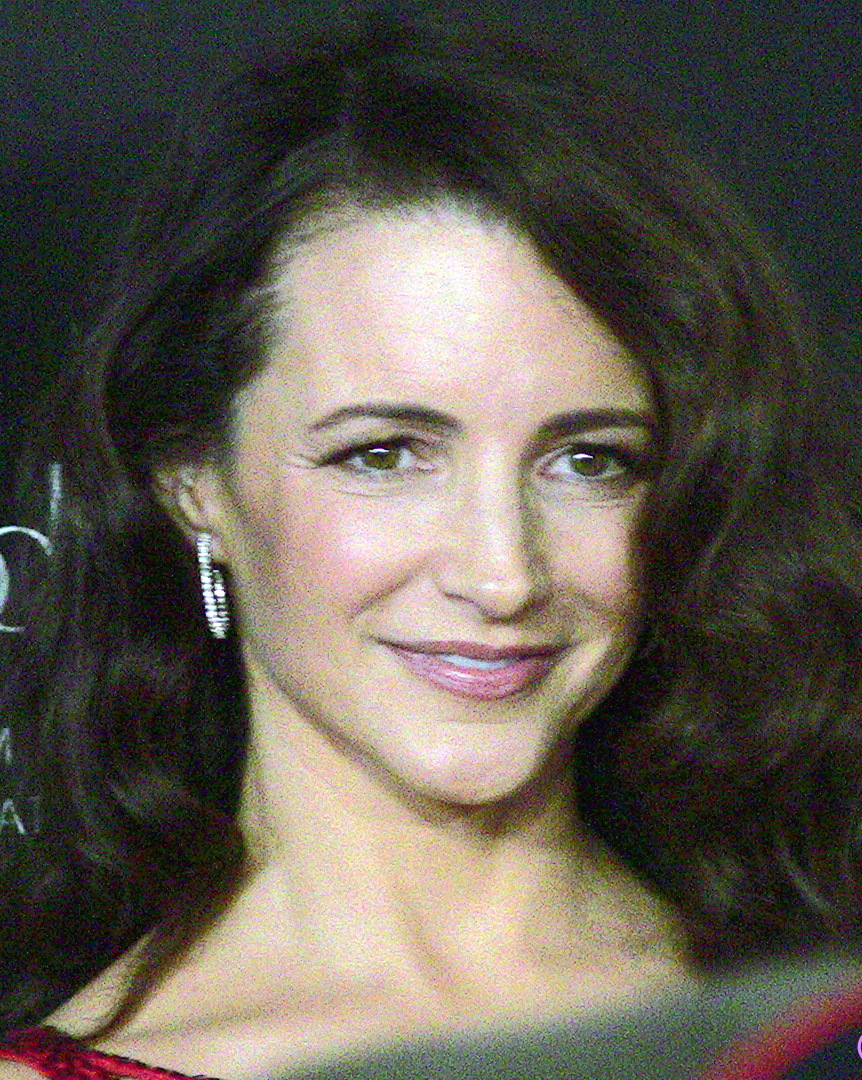
Kristin Davis
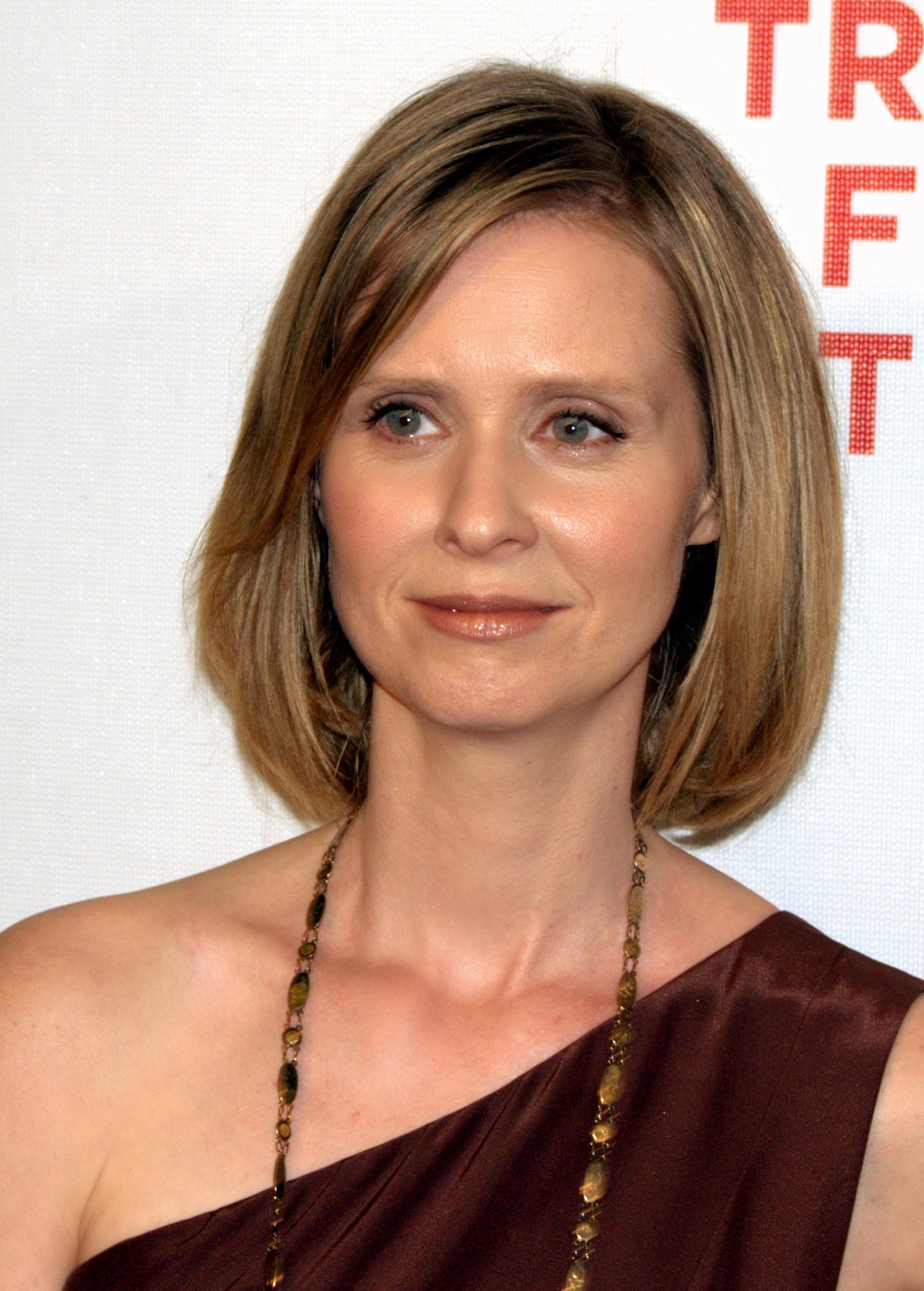
Cynthia Nixon
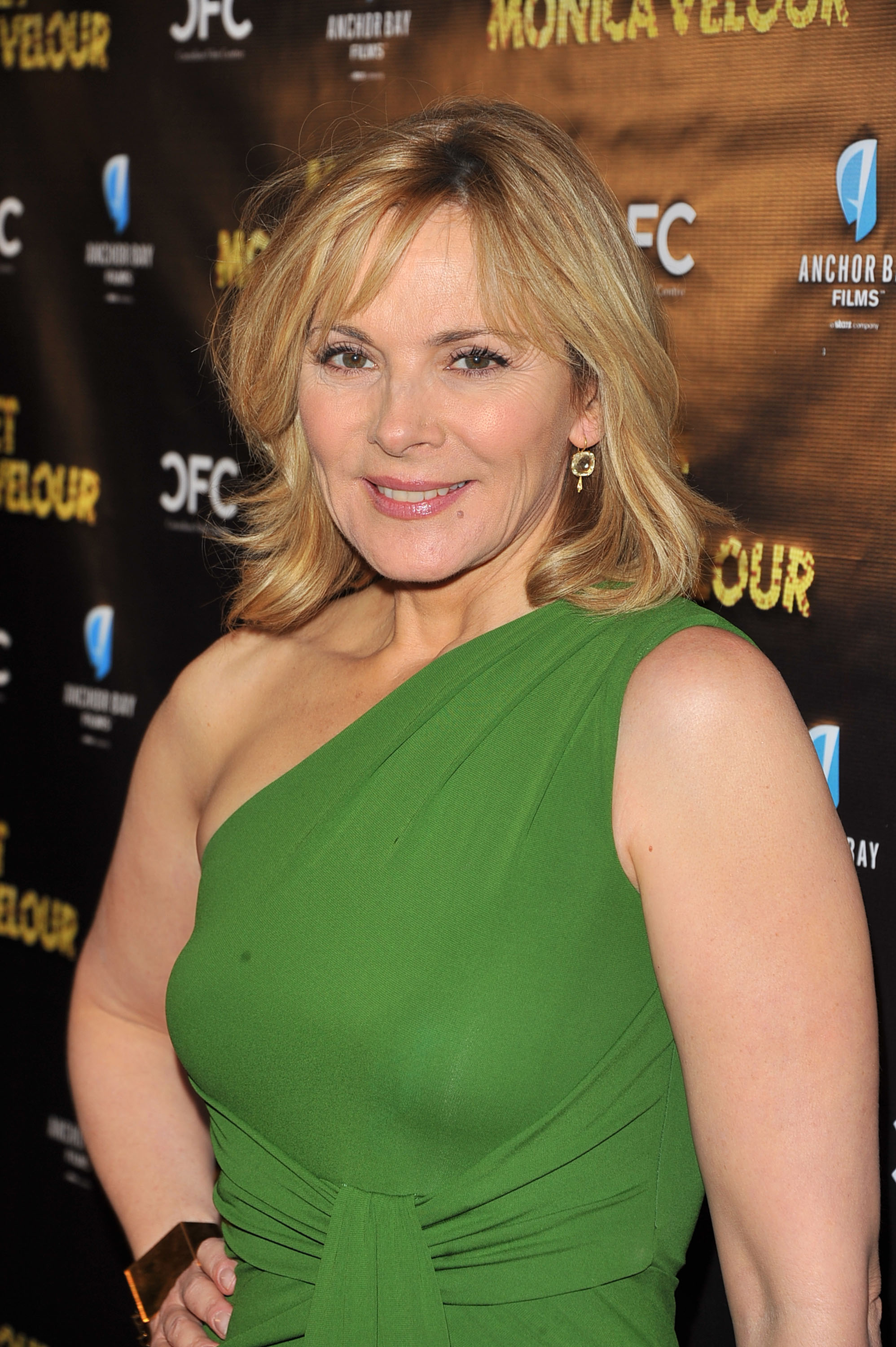
Kim Catrall

### Acteurs récurrents
| Acteur              | Personnage           | Doublage en français | Apparition              |
| ------------------- | -------------------- | -------------------- | ----------------------- |
| Chris Noth          | Mr Big               | Gabriel Le Doze      | Toutes les saisons      |
| Willie Garson       | Stanford Blatch      | Georges Caudron      | Toutes les saisons      |
| Ben Weber (en)      | Skipper Johnson      | Yann Le Madic        | Saisons 1 et 2          |
| David Eigenberg     | Steve Brady          | Guillaume Lebon      | À partir de la saison 2 |
| Mario Cantone       | Anthony Marentino    | Boris Rehlinger      | À partir de la saison 3 |
| Lynn Cohen          | Magda                | Marion Game          | À partir de la saison 3 |
| John Corbett        | Aidan Shaw           | Jérôme Keen          | Saisons 3, 4 et 6       |
| Kyle MacLachlan     | Trey MacDougal       | Patrick Poivey       | Saisons 3 et 4          |
| Frances Sternhagen  | Bunny MacDougal      | Maria Tamar          | Saisons 3, 4 et 5       |
| Evan Handler        | Harry Goldenblatt    | Pascal Germain       | À partir de la saison 5 |
| James Remar         | Richard Wright       | Patrice Baudrier     | À partir de la saison 4 |
| Ron Livingston      | Jack Berger          | Patrick Delage       | Saisons 5 et 6          |
| Jason Lewis         | Jerry (Smith) Jerrod | Axel Kiener          | Saison 6                |
| Mikhaïl Barychnikov | Aleksandr Petrovsky  | Nicolas Marié        | Saison 6                |
| Blair Underwood     | Robert Leeds         | Bruno Dubernat       | Saison 6                |

Source VF : Vox-O-Film

### Invités
Au fur et à mesure que la série gagnait de la popularité, un certain nombre de personnes connues ont fait une apparition dans la série, jouant leur propre rôle ou non :
- Nathan Lane : Bobby Fine (Zsa Zsa Zsu)
- Sebastian Roché : Jerry (Le Lièvre et la tortue)
- Amy Sedaris (VF : Michèle Buzynski) : Courtney Masterson (Deux poids, deux mesures, etc.)
- Donald Trump (Légendes urbaines)
- Jon Bon Jovi : Seth (Psy, amour et confusion)
- Molly Price (VF : Michèle Bardollet) : Susan Sharon (Cette sacrée vérité)
- Alanis Morissette : Dawn (Drag King)
- Matthew McConaughey (VF : Éric Aubrahn) : lui-même (La Cité des anges)
- Vince Vaughn : Keith Travers (Contrefaçons)
- Sarah Michelle Gellar (VF : Claire Guyot) : Debbie (La Cité des anges)
- Carrie Fisher (Contrefaçons)
- Hugh Hefner (Contrefaçons)
- Sarah Clarke : Melinda (Trop bien pour toi)
- Margaret Cho : Lynn Cameron (Narcisse)
- Alan Cumming : O (Narcisse)
- Heidi Klum (Narcisse)
- Ed Koch (Narcisse)
- Molly Shannon : Lily Martin (Deux poids, deux mesures, etc.)
- Lucy Liu (Incertitudes)
- Candice Bergen : Enid Frick (Nouveau départ, La Soirée de ma vie, La Fin d'une époque)
- Sônia Braga : Maria (saison 4 Relations troubles, L'Extase des sens, Esprit- es-tu là ?)
- Isaac Mizrahi (La Soirée de ma vie)
- Heather Graham (Critiques obsessionnelles)
- Jennifer Coolidge : Victoria (La Confusion des temps)
- Tatum O'Neal : Kyra (Jamais sans mes chaussures)
- David Duchovny : Jeremy (À la folie !)
- Geri Halliwell : Phoebe (À la folie !)
- Michael Patrick King : un patient mentalement retardé (À la folie !)
- Carole Bouquet : Juliette (Une américaine à Paris - 2e partie)
- Marc Berman : Night Clerk (Une américaine à Paris - 2e partie)
- Valerie Harper : Wallis (Family Business)
- Tony Hale : Tiger (Narcisse)
- Will Arnett : Jack (La douleur exquise !)
- Torquil Campbell : Joel (Drag King)
- Kristen Johnston : Tilley (La Fin d'une époque)
- Cécile Cassel : Chloé Petrovsky (Une américaine à Paris - 1re partie)
- Jack Rovello : Saison 4, épisode 6

## Personnages

### Personnages principaux

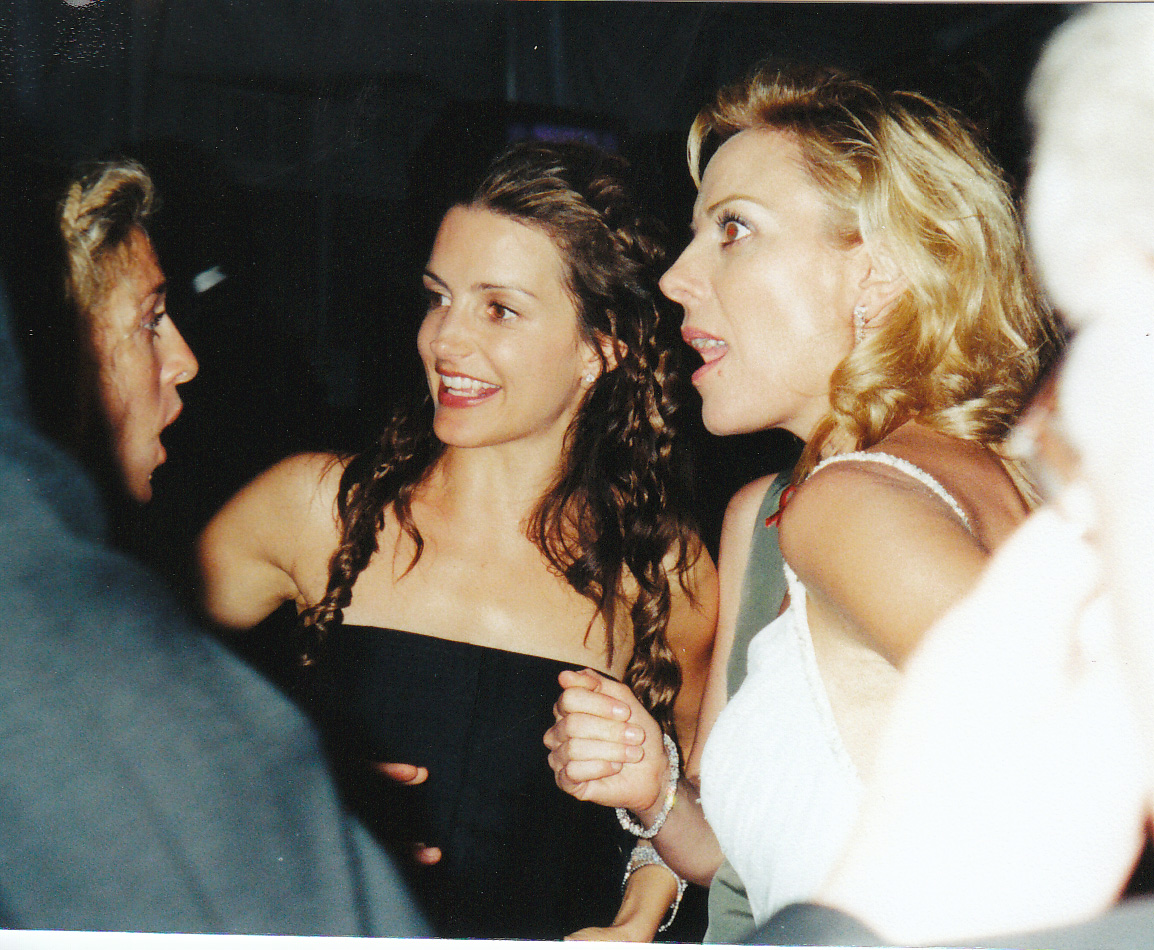
Les interprètes de Charlotte York et Samantha Jones à l'after-party d'HBO après les Emmy Awards 1999.

Les personnages principaux de la série sont quatre amies :
- Carrie Bradshaw est la narratrice de la série, chaque épisode est structuré autour de l'écriture de sa rubrique sur la sexualité (Sex and the City) dans The New York Star. Elle est passionnée de mode, et surtout de chaussures, et très attachée à son appartement de l'Upper East Side. Carrie tombe amoureuse de Mr Big dans la première saison, mais leur relation échoue. Par la suite, sa vie sentimentale est marquée par Aidan Shaw, Jack Berger et Aleksandr Petrovsky. Dans le dernier épisode de la série (Une Américaine à Paris - 2e partie), Carrie retrouve Mr Big.
- Charlotte York est une marchande d'art issue d'une famille bourgeoise du Connecticut. Elle est la plus idéaliste et la plus prude du groupe, à la recherche du prince charmant. Elle se marie avec Trey MacDougal, mais son mariage n'est pas celui dont elle rêvait. Lors de son divorce, elle tombe amoureuse de son avocat, Harry Goldenblatt. Elle se convertit au judaïsme pour pouvoir l'épouser, puis ils adoptent une petite fille.
- Miranda Hobbes est une avocate qui place sa carrière avant sa vie privée. Au fil des saisons, elle devient moins cynique sur les relations homme-femme. Après des hauts et des bas, elle se marie avec Steve Brady, avec qui elle a un enfant (Brady Hobbes), et déménage avec sa famille à Brooklyn.
- Samantha Jones est attachée de presse. Elle est la plus âgée du groupe, mais c'est la plus grande séductrice, et sa vie sexuelle est mouvementée. Elle aura de nombreuses aventures, notamment avec Richard Wright, mais c'est aux côtés de Smith Jerrod, jeune acteur, qu'elle semble réellement trouver l'amour.

### Personnages récurrents

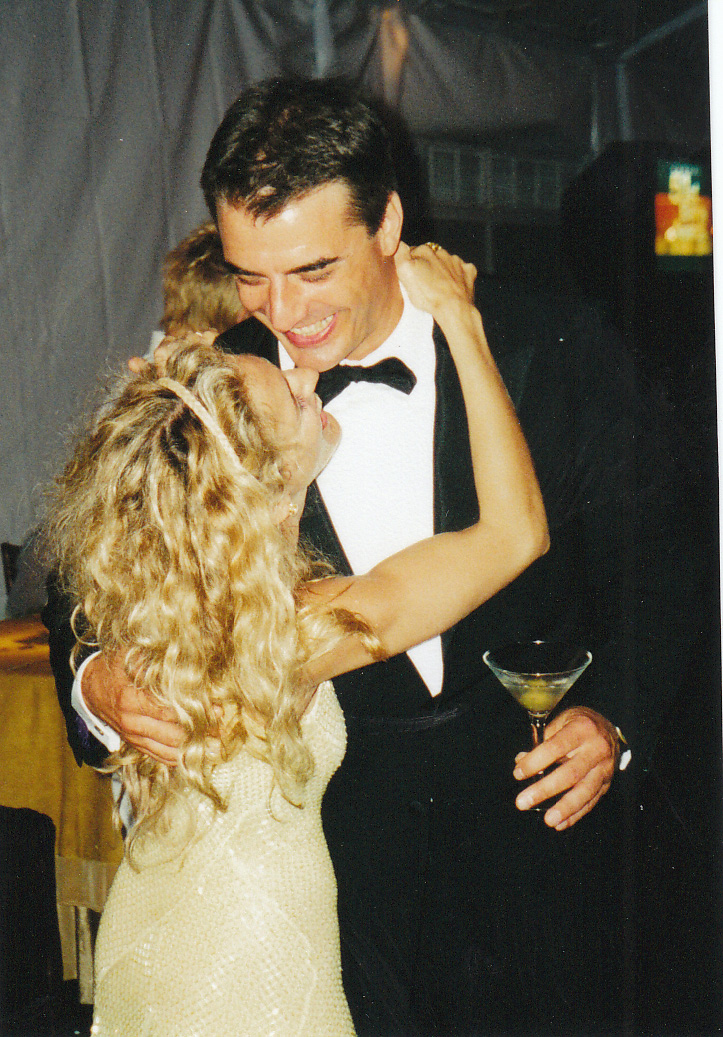
Sarah Jessica Parker et Chris Noth, l'interprète de Mr. Big, aux Emmy Awards 1999.

Les personnages récurrents sont principalement les amants et compagnons des quatre héroïnes de la série. Parmi eux, Mr Big, petit ami de Carrie, est le seul qu'on retrouve dans toutes les saisons et qui apparaît à la fois dans le premier et le dernier épisode de la série. D'autres compagnons de Carrie apparaissent de manière récurrente dans la série : Aidan Shaw, Jack Burger et Aleksandr Petrovsky. Trey MacDougal et Harry Goldenblatt sont les époux de Charlotte. Du côté de Miranda, Skipper Johnson, Robert Leeds et surtout Steve Brady marquent sa vie amoureuse. Samantha vit ses principales histoires avec Richard Wright puis Jerry (Smith) Jerrod.
En dehors des petits amis, on retrouve les amis homosexuels des filles, Stanford Blatch (pour Carrie) et Anthony Marentino (pour Charlotte). Magda, la femme de ménage puis nourrice de Miranda, apparaît également régulièrement dans la série ; tout comme la mère du premier époux de Charlotte, Bunny MacDougal.

## Production

### Développement
L'histoire de la série est inspirée du livre du même nom de Candace Bushnell, qui regroupe ses chroniques parues dans The New York Observer. Candace Bushnell a affirmé dans plusieurs interviews que la Carrie Bradshaw de ses chroniques était son alter ego. Lors de l'écriture du livre Sex and the City, elle avait d'abord utilisé son vrai nom, mais pour des questions de vie privée, elle a créé le personnage de Carrie, avec qui elle partage ses initiales.
Son créateur, Darren Star, est aussi à l'origine de Beverly Hills 90210, Melrose Place (avec Heather Locklear) et a produit la série Miss Match (avec Alicia Silverstone).

### Tournage
Toutes les héroïnes montrent leur poitrine à l'écran, à l'exception de Sarah Jessica Parker (Carrie Bradshaw) qui expliquera être dans l'impossibilité de le faire à cause de sa pudeur. Kim Cattrall était la moins pudique (Samantha Jones). Elle montre son corps à plusieurs reprises dans l'épisode Narcisse.

### Générique
Le générique commence avec une musique au style jazz mené au son d'un saxophone. Lors du générique on voit défiler des images de l'héroïne principale Carrie Bradshaw en tutu rose en train de marcher dans les rues de New York et se faire éclabousser par un bus sur lequel se trouve une affiche publicitaire avec une photo d'elle en gros plan pour promouvoir les chroniques qu'elle écrit pour un journal new-yorkais. On aperçoit également des célèbres monuments de la ville comme le Chrysler Building, l'Empire State Building ou le pont de Brooklyn avec les noms des quatre actrices vedette et du créateur de la série.
Il existe deux versions du générique. La première montre des photos des gratte-ciel du sud de Manhattan et notamment des tours jumelles du World Trade Center, mais après les attentats du 11 septembre 2001, l'équipe de la série a changé les photos pour celles de l'Empire State Building. La première version du générique a été diffusée de la saison 1 jusqu'à l'épisode 12 de la saison 4, puis la deuxième version a pris le relais jusqu'à la fin de la série.

### Diffusion
[Quand ?]
- Afrique du Sud : E-tv chaîne privée et SABC 2 chaîne nationale afrikaans.
- Allemagne : Pro 7
- Australie : Nine Network, tard la nuit. Des droits de rediffusion ont été vendus au Network Ten, qui a diffusé brièvement la nuit du lundi mais elle a arrêté la diffusion à cause d'audimats faibles. La série est maintenant rediffusée sur ce réseau le jeudi dans la nuit et bat des records d'audimats. La chaîne câblée W diffuse deux épisodes chaque soir de la semaine.
- Belgique : VT4, plus tard Vitaya et Vijf TV aujourd'hui AB3 et Plug TV
- Bulgarie : Nova Television. HBO Bulgarie l'a également diffusée.
- Canada : Bravo! et Citytv
  -  Québec : Séries Plus
- Corée du Sud : Catch On, OCN et OnStyle
- Danemark : TV3
- Espagne : Canal+ et Antena 3
- France : Téva (28 août 1999), M6 (18 octobre 2000), W9 (19 février 2013), TMC, Paris Première et OCS (rediffusion et streaming)
- Hong Kong, Inde, Malaisie, Pakistan, Singapour et Thaïlande : HBO Asia (saison 1-6) et à Hong Kong, TVB Pearl. La série a été interdite à Singapour jusqu'en juillet 2004.
- Italie : LA7 et la chaîne câblée Paramount Comedy
- Lettonie : TV3
- Mexique : TV Azteca
- Pays-Bas : FILET 5
- Philippines : HBO
- Roumanie : Pro TV et plus tard par sa chaîne sœur Acasa TV et Pro cinéma. HBO Roumanie a également diffusé toutes les saisons.
- Royaume-Uni et Irlande : Channel 4 et sa chaîne sœur numérique E4 (les épisodes plus anciens sont rediffusés sur Paramount Comedy 1)
- Russie : NTV
- Suède : TV3 et ZTV
- Suisse : TSR, ProSieben Schweiz
- Turquie : ComedyMax
- Japon : Lala.tv

## Épisodes
| Saisons | Saisons | Nombre d'épisodes | Diffusion originale | Diffusion originale |
| Saisons | Saisons | Nombre d'épisodes | Début de saison     | Fin de saison       |
| ------- | ------- | ----------------- | ------------------- | ------------------- |
|         | 1       | 12                | 6 juin 1998         | 23 août 1998        |
|         | 2       | 18                | 6 juin 1999         | 3 octobre 1999      |
|         | 3       | 18                | 4 juin 2000         | 15 octobre 2000     |
|         | 4       | 18                | 3 juin 2001         | 10 février 2002     |
|         | 5       | 8                 | 21 juillet 2002     | 8 septembre 2002    |
|         | 6       | 20                | 22 juin 2003        | 22 février 2004     |

## Thèmes
Chacune des quatre héroïnes est censée représenter les différentes facettes qui constituent une seule et même femme. Ainsi, Charlotte sera le côté fleur bleue, Samantha celui de la sexualité débridée, Miranda la bourreau de travail et Carrie l'indépendante en quête du grand amour.
La particularité de la série repose sur le fait que, pour la première fois sur le petit écran[réf. nécessaire], des femmes parlent très crûment de leur vie sexuelle. Ces quatre femmes sont loin d'incarner des modèles de perfection, ce qui facilite l'identification de la téléspectatrice (voire du téléspectateur), qui peut se reconnaître dans leur quête de l'amour idéal et leurs interrogations. Par ailleurs, les héroïnes, et en particulier Carrie, apparaissent comme des icônes de mode, allant même jusqu'à lancer de nouvelles tendances.

## Accueil

### Audiences
La série a connu un succès dès sa première diffusion en 1999.

### Réception critique
La série convoque quatre personnages archétypaux dont les facettes de leur vie sentimentale permettent de brosser une satire du milieu mondain new-yorkais des années 1990 mais les spectateurs y commettent des erreurs d'interprétation,.
La série postféministe a suscité des controverses autour du discours sexuel explicite centré sur la vie sexuelle des femmes et sur la mort du féminisme en décrivant un individualisme souvent consumériste,.
Elle a été critiquée pour ses personnages financièrement aisés, de couleur blanche, éduqués et branchés, et pour son ignorance de la population new-yorkaise de couleur, plus pauvre ainsi que ceux qui vivent dans les quartiers les plus pauvres de New York. Les personnages eux-mêmes ont été accusés d'être élitistes. « Pour tenter de corriger la blanchité extrême de Sex and the City, de nouveaux personnages ont été introduits dans l'intrigue aux côtés des trois femmes. Carrie travaille avec une personne latina non-binaire qui coanime un podcast, Che Diaz (Sara Ramirez) et Charlotte est devenue amie avec Lisa Todd Wexley (Nicole Ari Parker), une réalisatrice de documentaire noire et maman en vue à l'école de leurs enfants ».

### Distinctions
- Emmy de la meilleure réalisation pour une série comique (2002) : Michael Patrick King pour l'épisode Narcisse
- Golden Globe de la meilleure actrice dans une série télévisée musicale ou comique (2000, 2001, 2002 et 2004) : Sarah Jessica Parker
- Golden Globe de la meilleure actrice dans un second rôle dans une série (2003) : Kim Cattrall
- Emmy de la meilleure actrice dans une série comique (2004) : Sarah Jessica Parker
- Emmy de la meilleure actrice dans un second rôle dans une série comique (2004) : Cynthia Nixon

### Influence culturelle
De par son succès, la série aurait eu un impact sur le comportement des femmes, notamment sur les trentenaires et quadragénaires américaines, célibataires et plutôt aisées – comme les personnages de la série. Une étude de la société J. Walter Thompson rapporte qu'elle aurait ainsi rendu la haute couture « populaire », surtout auprès de ce public qui cherchait à acheter les robes ou les paires de chaussures vues dans la série. Autre exemple, les ventes d'un sex-toy en forme de lapin ont explosé après son utilisation par Charlotte dans l'épisode Le lièvre et la tortue. L'émission a également popularisé la pratique de l'épilation « brésilienne », contribuant, d'après la British Association of Dermatologists, à faire reculer le pou du pubis.
Depuis le succès de la série, il est possible de faire un « Sex and the City tour » de New York en bus, pour découvrir quarante lieux marquants de la série,.
La série Charmed s'est inspirée de Sex and the City dans le 2e épisode de la saison 8 Traquées.[réf. nécessaire]

## Produits dérivés

### Sorties vidéo
| Intitulé du coffret          | Nombre d'épisodes | Dates de sortie                                       | Dates de sortie  | Nombre de disques | Société de distribution                                                            |
| Intitulé du coffret          | Nombre d'épisodes | États-Unis (Zone 1)                                   | France (Zone 2)  | Nombre de disques | Société de distribution                                                            |
| ---------------------------- | ----------------- | ----------------------------------------------------- | ---------------- | ----------------- | ---------------------------------------------------------------------------------- |
| Intégrale - Première saison  | 12                | 23 mai 2000                                           | 6 septembre 2001 | 2                 | Paramount Home Entertainment (France) Warner Bros. Home Entertainment (États-Unis) |
| Intégrale - Deuxième saison  | 18                | 22 mai 2001                                           | 4 juillet 2002   | 3                 | Paramount Home Entertainment (France) Warner Bros. Home Entertainment (États-Unis) |
| Intégrale - Troisième saison | 18                | 21 mai 2002                                           | 21 novembre 2002 | 3                 | Paramount Home Entertainment (France) Warner Bros. Home Entertainment (États-Unis) |
| Intégrale - Quatrième saison | 18                | 20 mai 2003                                           | 13 mars 2003     | 3                 | Paramount Home Entertainment (France) Warner Bros. Home Entertainment (États-Unis) |
| Intégrale - Cinquième saison | 8                 | 30 décembre 2003                                      | 6 novembre 2003  | 2                 | Paramount Home Entertainment (France) Warner Bros. Home Entertainment (États-Unis) |
| Intégrale - Sixième saison   | 20                | 18 mai 2004 (1re partie) 28 décembre 2004 (2e partie) | 18 novembre 2004 | 4                 | Paramount Home Entertainment (France) Warner Bros. Home Entertainment (États-Unis) |
| L'intégrale des 6 saisons    | 94                | 28 décembre 2004                                      | 18 novembre 2004 | 18                | Paramount Home Entertainment (France) Warner Bros. Home Entertainment (États-Unis) |

- Les premières éditions des coffrets de la série étaient également édités au format VHS.
- Entre 2005 et 2006, la série a été rééditée dans une collection intitulée Single Edition. Cette collection en 18 volumes est en réalité les DVD de chaque saisons vendus à l'unité[14].
- En 2006, les coffrets ont été réédités avec de nouveaux packaging, uniquement en DVD[14].
- Une collection de DVD intitulée Essentials a été éditée dans certains pays en 2006. Cette collection Best-of est composée de cinq DVD, vendus séparément, qui contiennent chacun trois épisodes liés par les thèmes qu'ils abordent : Luxure, Mr. Big, Romance, Ruptures et la Mode. Celui sur la Mode était une exclusivité des magasins Target.
- Bien que la série soit une production de HBO, une filiale de WarnerMedia, Warner Bros. a distribué la série en vidéo uniquement aux États-Unis. Dans le reste du monde, c'est Paramount Pictures qui distribuait la série. Néanmoins, en 2018, Warner Bros. récupère les droits de distribution à l'international de la série.
- En 2021, Warner Bros. édite l'intégrale de la série remasterisé en 1080p (Full HD) en Blu-Ray. Le coffret contient également les deux films faisant suite à la série.

### Adaptation étrangère
La série est adaptée en version brésilienne sous le nom de Sexo e as Negas et est diffusée le 16 septembre 2014. Il y dévoile quatre femmes d'origines diverses.

## Univers étendu

### Films
Sex and the City a fait l'objet de deux adaptations cinématographiques se déroulant après les événements de la série et dans lesquels les actrices de la série reprennent leurs rôles.
Dans le premier film, Sex and the City, le film, Carrie prépare son mariage avec Mr. Big mais les choses ne se passent pas comme prévu. Miranda fait face à l'infidélité de Steve et Charlotte découvre la vie de maman avec Lily, la fille qu'elle a adoptée. De son côté, Samantha s'est localisée à Los Angeles pour être plus proche de Smith, devenu une superstar.
Ce premier film reçoit des critiques mitigées mais est un énorme succès commercial, rapportant 418 765 519 $ au box-office mondial pour un budget d'environ 65 millions de dollars. Il s'agit d'ailleurs du 11e film ayant rapporté le plus d'argent en 2008. Sa sortie américaine lui permet d'effectuer à l'époque le meilleur démarrage de l'histoire pour une comédie romantique, pour une comédie classé « Rated R » et pour un film dont la distribution principale est composée uniquement de femmes.
Un second film, simplement intitulé Sex and the City 2, est sorti en 2010. Dans ce deuxième volet, les filles partent en voyage à Abou Dabi grâce à Samantha. Sex and the City 2 reçoit des critiques majoritairement négatives et obtient plusieurs nominations aux Razzie Awards. Néanmoins, il s'agit d'un second succès commercial pour la franchise, avec 294 680 778 $ au box-office mondial pour un budget d'environ 95 millions de dollars.
Un troisième film était en projet avec un scénario en cours d'écriture. Néanmoins, en 2017, Sarah Jessica Parker annonce que le projet est annulé sans préciser la raison. Le refus de Kim Cattrall de reprendre le rôle de Samantha Jones aurait entraîné l'annulation du projet. Par la suite plusieurs magazines dévoilent que l'actrice aurait refusé de participer au film en apprenant que Samantha devait recevoir des sextos et des photos de Brady nu, le fils adolescent de Miranda Hobbes. La même année, Cattrall dévoile lors d'une interview qu'elle ne veut pas reprendre le rôle car elle est satisfaite de ce qui a été fait et considère en avoir fini avec.

### Série préquelle
En septembre 2011, le réseau The CW annonce le développement d'une préquelle de la série télévisée. La série est basée sur le roman Le Journal de Carrie, lui-même préquelle du roman sur lequel la série originale est basée. The Carrie Diaries est produite par Stephanie Savage et Josh Schwartz, le duo derrière l'adaptation télévisée de Gossip Girl et est adaptée par Amy B. Harris, ancienne scénariste sur la série originale.
La série est lancée en 2013 et suit Carrie Bradshaw en 1984, vivant dans une petite ville de banlieue, Castlebury, dans le Connecticut avec son père et sa petite sœur, Tom et Dorrit. Elle étudie au lycée de la ville et effectue parallèlement un stage dans un cabinet d'avocat à New York, la ville de ses rêves. Quand elle fait la rencontre de Larissa Loughlin, une Hit-Girl britannique qui travaille pour le magazine Interview, elle commence à découvrir la ville et ses secrets.
La deuxième saison introduit Samantha Jones et met en scène sa rencontre avec Carrie. Malgré son statut de préquelle, la série contient néanmoins plusieurs incohérences avec Sex and the City. La série est annulée après la diffusion de sa seconde saison en raison d'une forte baisse d'audience. À la suite de l'arrêt de la série, Amy B. Harris dévoile que Miranda Hobbes aurait été introduite dans la troisième. La future avocate aurait été la colocataire de Mouse, une amie de Carrie, à Harvard.

### Suite télévisée
À la suite de l'annulation du troisième film, il est dévoilé en décembre 2020 que le service HBO Max développe une mini-série faisant suite à la série et aux films, sans le retour de Samantha Jones, à la suite du refus de Kim Cattrall qui ne souhaite pas reprendre le rôle. En janvier 2021, le service confirme la commande d'une mini-série en dix épisodes intitulée And Just Like That... et les retours de Sarah Jessica Parker, Kristin Davis et Cynthia Nixon. Cette mini-série suit le trio dans leurs cinquantaine.
En mars 2022, HBO Max annonce le renouvellement de la série pour une seconde saison, abandonnant le format de mini-série prévu à l'origine.